# Viešvilės aukštupio pelkynas
Viešvilės aukštupio pelkynas este o arie protejată (arie specială de conservare — SAC, sit de importanță comunitară — SCI) din Lituania întinsă pe o suprafață de 5.638,38 ha, integral pe uscat.

## Localizare
Centrul sitului Viešvilės aukštupio pelkynas este situat la coordonatele 55°08′46″N 22°26′16″E / 55.1461°N 22.4378°E.

## Înființare
Situl Viešvilės aukštupio pelkynas a fost declarat sit de importanță comunitară în martie 2004 pentru a proteja 4 specii de plante și 10 specii de animale. Situl a fost protejat și ca arie specială de conservare în mai 2019.

## Biodiversitate
Situată în ecoregiunea boreală, aria protejată conține 19 habitate naturale: Vegetație psamofilă uscată cu pășuni deschise de Corynephorus și Agrostis, Lacuri eutrofice naturale cu vegetație de tip Magnopotamion sau Hydrocharition, Cursuri de apă de la nivel de câmpie la nivel montan, cu vegetație Ranunculion fluitantis și Callitricho-Batrachion, Pajiști uscate europene, Pajiști calcaroase din nisipuri xerice, Formațiuni ierboase bogate în specii de Nardus, dezvoltate pe substraturi silicioase în zone montane (și în zone submontane, în Europa continentală), Pajiști fino-scandinave uscate până la mezice, bogate în specii de altitudine mică, Liziere de ierburi înalte hidrofile de câmpie și de nivel montan până la alpin, Pajiști aluvionare boreale nordice, Pajiști din zone de pădure fino-scandinave, Turbării active, Mlaștini turboase de tranziție și turbării mișcătoare, Izvoare fino-scandinave și mlaștini produse de izvoare bogate în minerale, Taiga vestică, Păduri fino-scandinave bogate în ierburi cu Picea abies, Păduri caducifoliate de mlaștină fino-scandinave, Păduri de stejar sau de stejar și carpen sub-atlantice și medio-europene de Carpinion betuli, Mlaștini împădurite, Păduri aluvionare cu Alnus glutinosa și Fraxinus excelsior (Alno-Padion, Alnion incanae, Salicion albae).
La baza desemnării sitului se află mai multe specii protejate:
- plante (4): o specie rară de mușchi (Drepanocladus vernicosus), moșișoare (Liparis loeselii), dedițelul (Pulsatilla patens), ochii-șoricelului (Saxifraga hirculus)
- mamifere (2): vidră de râu (Lutra lutra), râs eurasiatic (Lynx lynx)
- nevertebrate (5): Boros schneideri, Graphoderus bilineatus, libelule (Leucorrhinia pectoralis), fluturele purpuriu (Lycaena dispar), Phengaris teleius
- pești (3): zglăvoacă (Cottus gobio), cicar (Lampetra planeri), țipar (Misgurnus fossilis)

Pe lângă speciile protejate, pe teritoriul sitului au mai fost identificate 22 de specii de plante, 28 de specii de păsări, 4 specii de nevertebrate, 1 specie de reptile.